# 遠江三河地震
遠江三河地震（とおとうみ みかわ じしん）は、江戸時代前期にあたる貞享3年8月6日（グレゴリオ暦1686年10月3日）に、遠江国と三河国の沖合いで発生した大地震である。地震の規模は、マグニチュード6.5～7.0程度と推定されている。